# Marcus Hook
Marcus Hook ist eine Siedlung (Borough) im Delaware County im US-Bundesstaat Pennsylvania. Das U.S. Census Bureau hat bei der Volkszählung 2020 eine Einwohnerzahl von 2.454 ermittelt.

## Wirtschaft
In Marcus Hook befindet sich der Marcus Hook Industrial Complex von Sunoco. 1910 wurde die damals weltgrößte Viskosefaser-Fabrik der American Viscose Company errichtet.

## Verkehr

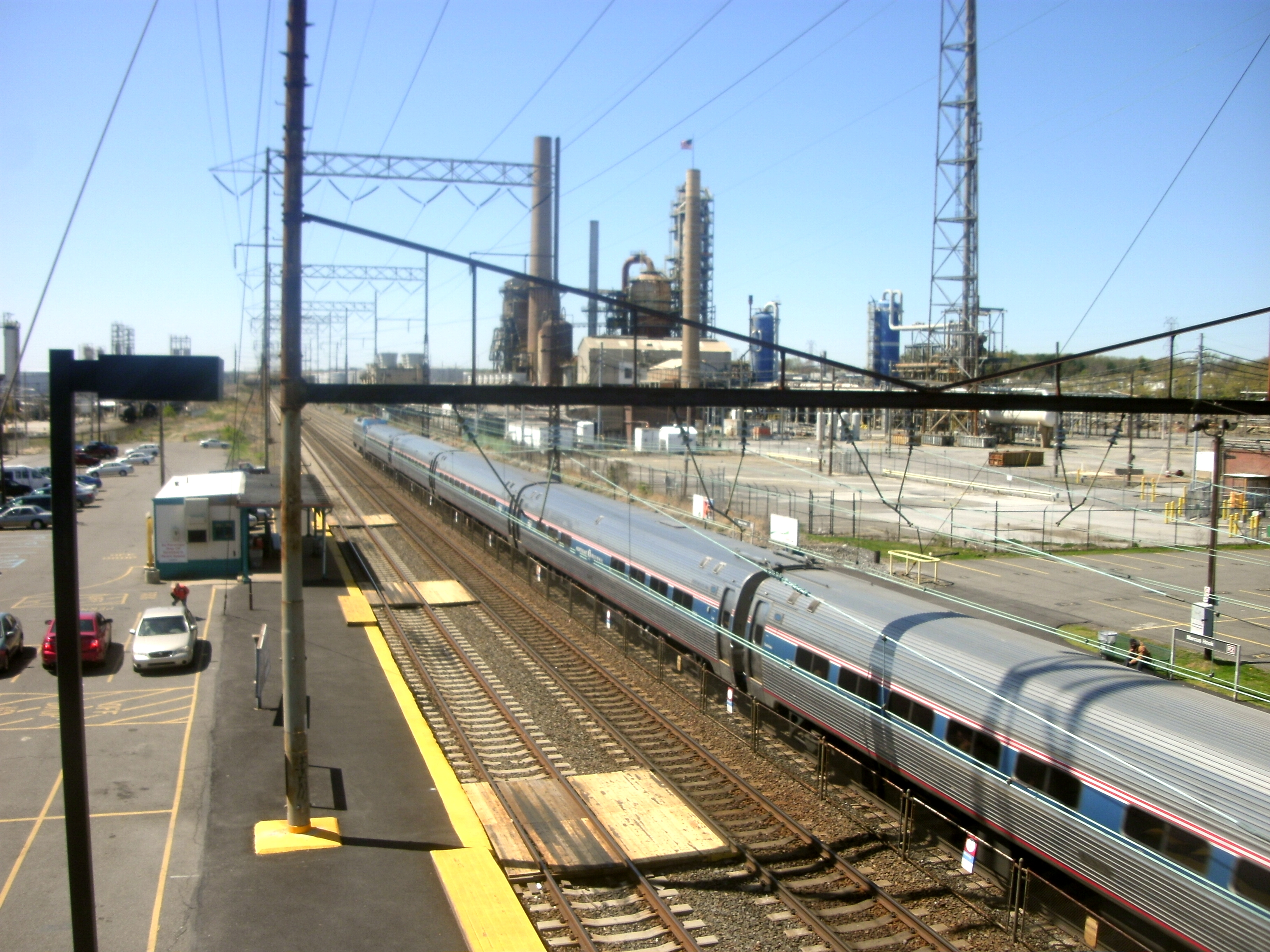
Bahnhof

Marcus Hook ist mit der Wilmington/Newark-Linie an der Streckennetz der SEPTA angebunden.